# TSV Buchbach
El TSV Buchbach es un equipo de fútbol de Alemania que juega en la Regionalliga Bayern, la cuarta liga de fútbol más importante del país.

## Historia
Fue fundado en 1913 en la localidad de Buchbach originalmente como un equipo de gimnasia, donde comenzaron a expandirse en otras secciones como curling, esquí y tenis. La sección de fútbol fue creada en 1930.
Al terminar la Segunda Guerra Mundial, el equipo entró en la A-Class local en 1960 luego de obtener el ascenso de la B-Class, a la cual retornó en 1980. A mediados de la década de los años 1990 establecieron un récord de partidos invicto, llevándolos a ascensos consecutivos hasta llegar a la Bayernliga en 2008.
Al terminar la temporada 2011/12 lograron clasificar para jugar en la nueva Regonalliga Bayern.

### Racha Invicta
Desde la derrota 1–5 el 14 de junio de 1995 ante el FC Grünthal, la cual los descendió a la C-Klasse, el nivel más bajo de Baviera, para el TSV inició la racha invicta de 75 partidos de liga. En la temporada 1995/96, jugaron 26 juegos en la C-Klasse Inn/Salzach – Grupo 4, quedando primeros con 20 triunfos y 6 empates y ascendiendo a la B-Klasse.
En la temporada siguiente, lograron de nuevo el título de liga, ahora en la B-Klasse Inn/Salzach Grupo 3. En 26 registraron 18 victorias y 8 empates. En la temporada 1997/98, quedaron cerca de otra temporada perfecta. Invictos en 23 de 26 juegos, el 24 de mayo de 1998 perdieron en casa ante el SV Waldhausen 1–3, terminando la racha invicta. Nunca un equipo ha igualado tal hecho, récord en el fútbol alemán.

## Palmarés
- Landesliga Bayern-Süd: 1 (V)

2008
- Bezirksoberliga Oberbayern: 1 (VI)

2004

## Temporadas recientes
Estas son las temporadas del club desde 1999:
| Temporada | Liga                       | División | Posición |
| 1999–2000 | Bezirksliga Oberbayern-Ost | VII      | 9º       |
| 2000–01   | Bezirksliga Oberbayern-Ost | VII      | 2º       |
| 2001–02   | Bezirksliga Oberbayern-Ost | VII      | 5º       |
| 2002–03   | Bezirksliga Oberbayern-Ost | VII      | 2º ↑     |
| 2003–04   | Bezirksoberliga Oberbayern | VI       | 1º ↑     |
| 2004–05   | Landesliga Bayern-Süd      | V        | 1º       |
| 2005–06   | Landesliga Bayern-Süd      | V        | 6º       |
| 2006–07   | Landesliga Bayern-Süd      | V        | 5º       |
| 2007–08   | Landesliga Bayern-Süd      | V        | 1º ↑     |
| 2008–09   | Bayernliga                 | V        | 8º       |
| 2009–10   | Bayernliga                 | V        | 11º      |
| 2010-11   | Bayernliga                 | V        | 4º       |
| 2011–12   | Bayernliga                 | V        | 4º ↑     |
| 2012–13   | Regionalliga Bayern        | IV       | 6º       |
| 2013–14   | Regionalliga Bayern        | IV       |          |

- Con la introducción de las Bezirksoberligas en 1988 como el nuevo quinto nivel, por debajo de las Landesligas, todas las demás ligas por debajo de ésta bajaron un nivel. Con la introducción de las Regionalligas en 1994 y la 3. Liga en 2008 como el nuevo tercer nivel, por debajo de la 2. Bundesliga, todas las ligas que estaban debajo de ésta bajaron un nivel. Con el establecimiento de la Regionalliga Bayern como el nuevo cuarto nivel en Baviera en 2012, la Bayernliga se dividió en división Norte y Sur, las Landesligas se expandieron de 3 a 5 y las Bezirksoberligas desaparecieron. todas las ligas que estaban por debajo de las Bezirksligas subieron un nivel.